# Le Renouard
Le Renouard är en kommun i departementet Orne i regionen Normandie i nordvästra Frankrike. Kommunen ligger i kantonen Vimoutiers som tillhör arrondissementet Argentan. År 2022 hade Le Renouard 203 invånare.

## Befolkningsutveckling
Antalet invånare i kommunen Le Renouard
| Referens: INSEE |